# Наоми Паркер
Наоми Паркер Фрали (Талса, 26. августа 1921 — 20. јануара 2018) била је амерички ратни радник који се сада сматра највероватнијим моделом за култни постер „Ми то можемо!“. Током Другог светског рата радила је на састављању авиона у Морнаричкој ваздушној станици Аламеда. Фотографисана је како рукује алатним машинама и сматрало се да је ова широко коришћена фотографија инспирација за постер.
После рата радила је као конобарица у Палм Спрингсу и удавала се три пута. Када је умрла, стара 96 година, 2018. године, преживели су је син и шесторо пасторка.

## Детињство и младост
Наоми Фрн Паркер рођена је у Талси, у држави Оклахома, 1921. године, као треће од осморо деце Џозефа Паркера и Естер Луис. Њен отац је био рударски инжењер, док је мајка била домаћица. Породица се селила широм земље из Њујорка у Калифорнију, живећи у Аламиди у време напада на Перл Харбор. Она и њена млађа сестра Ада су почеле да раде у ваздухопловној фабрици, где су биле распоређене у машинску радњу за обављање послова састављања авиона.

## Ми то можемо!
„Ми то можемо!“ (енгл. We Can Do It!) је амерички плакат коришћен за време Другог светског рата, који је произвео Џ. Хауард Милер 1943. године за Вестингхаус електрик као пропагандна порука за јачање морала међу радницама фабрике.
Плакат је био слабо виђен током Другог светског рата. Поново је откривен почетком 1980-их и широко репродукован у многим облицима, често називан „Ми то можемо!“ али такође и „Рози Нитначица“ (енгл. Rosie the Riveter) по иконичном лику снажне женске раднице у ратној производњи. Илустрација „Ми то можемо!“ је коришћена за промоцију феминизма и других политичких питања почев од 1980-их. Слика се појавила на насловници часописа Смитсонијан 1994. године, а претворена је у америчку првокласну поштанску марку 1999. године. Укључен је 2008. у материјале за кампању неколико америчких политичара, а уметник га је прерадио 2010. године у славу прве жене која је постала премијер Аустралије. Плакат је једна од десет најтраженијих слика Националне управе за архив и евиденцију.
Након што је 1994. године видела насловну страну Смитсонијана, Џералдин Хоф Дојл је погрешно изјавила да је она жена са илустрације. Дојл је сматралао да је и она забележена на ратној фотографији раднице у фабрици, и невино је претпоставила да је ова фотографија инспирисала Милеров постер. Повезујући је са „Рози Нитначицом“, Дојл је почаствована од стране многих организација, укључујући и Женски историјски центар и Кућа славних Мичигена . Међутим, 2015. године, жена на ратној фотографији је идентификована као тада двадесетогодишња Наоми Паркер, која је радила почетком 1942. године пре него што је Дојл завршила средњу школу. Дојлина идеја да је њена фотографија инспирисала постер не може се доказати или оповргнути, па ни Дојл ни Паркер не могу бити потврђени као истински модели за „Ми то можемо!“

## Каснији живот
После рата Паркер је радила као конобарица у ресторану у Палм Спрингсу у Калифорнији. Била је удата три пута, прво са Џосефом Бланкеншипом (разведена), друга са Џоном Мулигом, окончана је његовом смрћу 1971. године, и трећа са Чарлсом Фралием († 1998.), за ког се удала 1979. У фебруару 2017. преселила се у Лонгвју, пре него што се касније те године преселила у тамошњи дом неге.

## Смрт
Паркер је преминула 20. јануара 2018. у Лонгвјуу, у 96. години.